# Ceai pu-erh

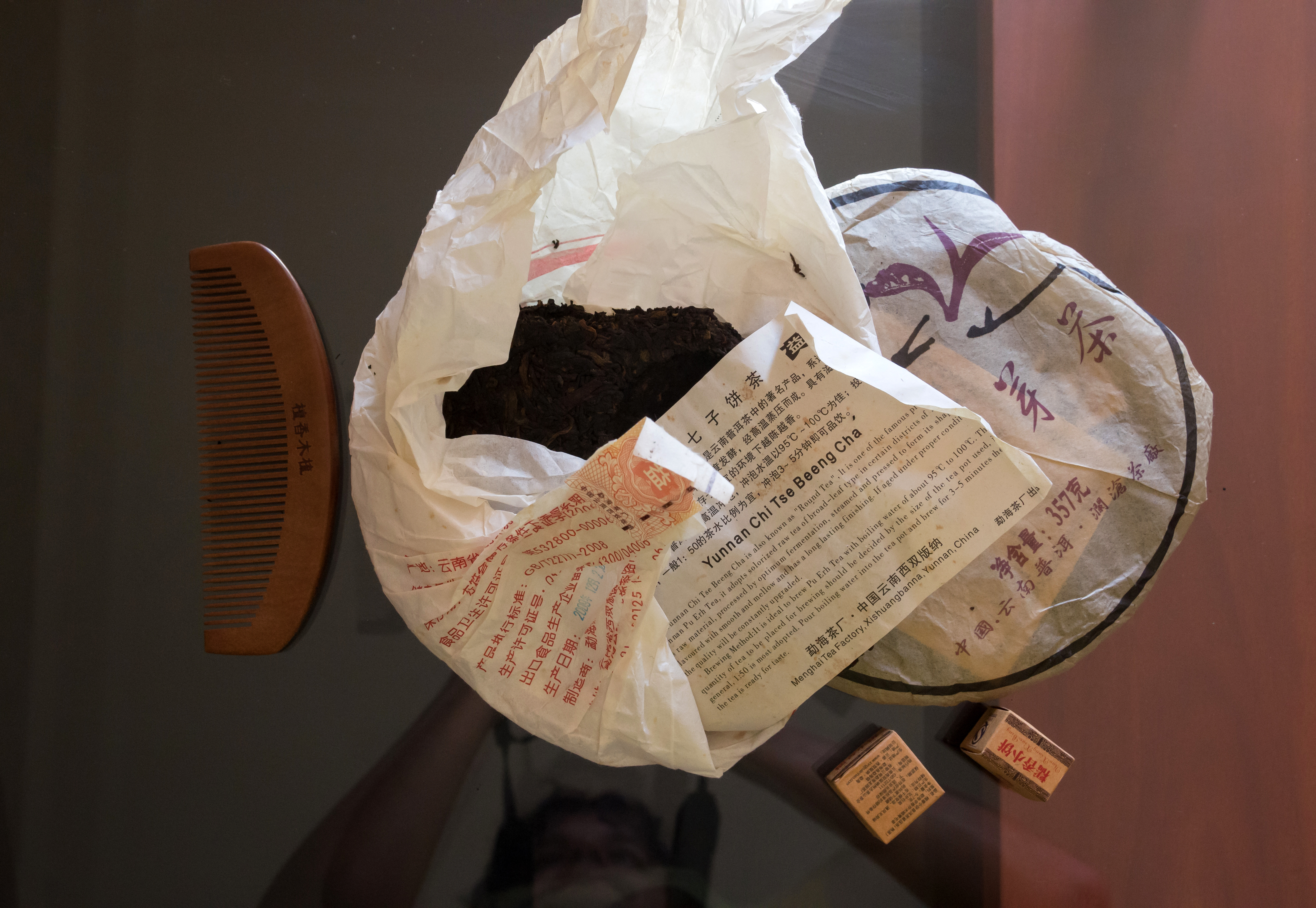
Ceai pu-erh

Frunzele culese manual din copaci de ceai bătrâni și sunt sortate, îndepărtându-se frunzele rupte, veștede sau oxidate; sunt întinse în încăperi bine ventilate pentru a se ofili un pic înaintea următoarei etape: stoparea oxidarii prin prăjirea în tăvi. Acum frunzele sunt rulate fără a le rupe și întinse la soare pentru a se usca până mai rămâne nu mai multă umezeală decăt este nevoie pentru ca frunzele să nu se sfărâme, apoi sunt sortate pe 10 categorii/ grade (sau chiar mai multe). Felul în care este prelucrat de acum înainte îl incadreaza în tipul sheng sau shu.
Pentru a obține pu-erh de tip sheng (crud), frunzele sunt aburite, comprimate în forme diverse și depozitate în camere uscate, care permit o oxidare lentă. O seamă de micro-organisme participă la desăvârșirea aromelor ceaiului pu-erh.
Ceaiul de tip shu este obținut prin oxidarea forțată a frunzelor: acestea sunt întinse, stropite cu apă și lăsate să se oxideze câteva zile până la o lună. Dupa oxidare urmează tratarea cu abur fierbinte și presarea în forme.